# ستيفن غودسن
ستيفن ميتفورد غودسون (1948-4 أغسطس 2018) كان مصرفيًا ومؤلفًا وسياسيًا من جنوب إفريقيا، كان رئيسا لحزب إلغاء ضريبة الدخل والربا في جنوب إفريقيا. كان مرشح نيابة عن حزب أوبونتو في الانتخابات العامة لعام 2014. 

## الخدمات المصرفية
كان مديرًا لبنك جنوب أفريقيا الاحتياطي (في الفترة التي ما بين 2003-2012) ومستشار المالية سابقًا في برينجل باي. 

## إنكار الهولوكوست
صرح غودسون أن محرقة اليهود (الهولوكوست) كانت عبارة عن «كذبة كبيرة» لأن «المبدأ هو إنتزاع مبالغ هائلة من المال من الألمان كتعويض»، وألقى باللوم على المصرفيين الدوليين. قام غودسون بتأليف كتاب بعنوان Bonaparte & Hitler Versus the International Bankers (ترجمة عنوان الكتاب: بونبارت وهتلر ضد المصرفيين الدوليين) حيث أكد أن الحرب العالمية الثانية أثارها النجاح الإقتصادي لألمانيا، كما وإنتقد الإجراءات والأفعال السياسية للمصرفيين اليهود، وقام بنشر وجهات نظره على مواقع الويب حول الإنترنت التي تستضيف وجهات نظر ذات تفكير مماثل ومشابه. ونتيجة لذلك، قامت لجنة الشؤون العامة لإسرائيل في جنوب إفريقيا بمناشدة البنك الإحتياطي إلى فصله بسبب تصريحاته التي إعتبرت مؤيدة للنازية.   
كان محررًا مساهمًا منذ عام 2010 في مجلة Barnes Review ، وهي مجلة تروج مذاهب التعديل التاريخي.
في مقابلة إذاعية عام 2010، صرح غودسون بالتالي:
«لقد تم طردهم [اليهود] من أكثر من 70 دولة، حيث تم طردهم عدة مرات من بعض هذه الدول. لكن للأسف لديهم تحكم صارم على وسائل الإعلام. حسنًا، هناك نافذة صغيرة من الأمل من حيث أن الإنترنت يمكن أن يوفر وجهات نظر بديلة، ولكن حتى هناك يحاولون ممارسة الرقابة».
أدانت الرئيسة الوطنية لمجلس النواب اليهودي في جنوب إفريقيا، ماري كلوك، آراء غودسون، حيث قالت:
- الآراء التي يُزعم نشرها من قبل ستيفن جودسون مؤذية ومهينة، ليس فقط في الطريقة التي تعطي بها مصداقية للنظرية الخبيثة بأن اليهود لفّقوا محرقة اليهود (الهولوكوست) من أجل ابتزاز الأموال من ألمانيا ولكن في كيفية تمجيدها لإرث النظام النازي الكاره. إن مثل هذه الآراء لا تؤدي إلا إلى تشويه السجل التاريخي، وتنكر بشكل مزور زمن تسببت فيه أيديولوجيات الكراهية العنصرية بمعاناة لا توصف للملايين وإهانة لذكرى الضحايا الأبرياء في تلك الأوقات.
في شهر أبريل عام 2012، صرح بنك جنوب إفريقيا الإحتياطي أن منصب غودسون لن يتم تجديده بعد إنتهاء مدة صلاحيته في شهر يوليو، حيث وقت ذلك سيكون قد خدم المدة القوصى التي تعتبر ثلاث فترات لكل منها ثلاث سنوات. في تاريخ 3 مايو 2012، استقال غودسون من بنك جنوب إفريقيا الإحتياطي بعد أن تلقى تعويضًا للرصيد من فترة ولايته.  
في شهر يونيو عام 2017، تم ربط علاقة غودسون بتقرير الحماية العامة الصادر في تاريخ 19 يونيو 2017 بشأن إقتراح إصلاح بنك جنوب إفريقيا الإحتياطي، بحيث أن يقوم البنك يخدمة الناس والشعب بدلاً من مصالح البنوك التجارية.
رداً على مقال الذي يتحدث عن غودسون في التقرير اليهودي في جنوب إفريقيا، والذي نُشر في 30 يونيو 2017، أوضح غودسون أن عدم تصديقه للهولوكوست يستند إلى الإدعاء القائل بأنه في 8263 صفحة من مذكرات الحرب العالمية الثانيةالتي كتبها ونستون تشرشل، شارل ديغول، دوايت أيزنهاور وهاري ترومان، لا يوجد أي ذكر لملايين اليهود الذين أُبيدوا في أوروبا، وذلك لأنها حقيقة خيالية.

## تعديل تاريخ الحرب العالمية الثانية
على موقع Veterans Today ، قامت إنغريد ريملاند زونديل، وهي منكرة لمحرقة اليهود (الهولوكوست) ، بإقتباس غودسون عندما كتبت أن اليابان «إحتلت الهند الصينية بسلام، بإذن من فرنسا الفيشية»، لكنها في نهاية المطاف «إضطرت إلى مهاجمة أمريكا من أجل الحفاظ على إزدهارها وتأمين وجودها كدولة ذات سيادة».[بحاجة لمصدر] كما قامت ريملاند زونديل بإعادة نشر مقال من تأليف غودسون الذي يتحدث بالمقال عن إعجابه بكيفية هزيمة هتلر لـ «المصرفيين الدوليين».

## وفاته
توفي غودسون في تاريخ 4 أغسطس 2018. 

## كتب
- دليل مصور لأدولف هتلر والرايخ الثالث (2009، مراجعة بارنز)
- الجنرال جان كريستيان سموتس: فضح الأسطورة (2012، دار نشر بينيدل)
- تاريخ البنوك المركزية وإستعباد الجنس البشري (2014، دار بلاك للنشر)
- داخل بنك جنوب إفريقيا الإحتياطي، أصوله وكشف أسراره (2014، دار بلاك للنشر)
- رئيس الوزراء الروديسي إيان سميث: فضح أسطورة (2015، نشر ذاتيًا)
- هندريك فرينش فيرويرد أعظم رئيس وزراء في جنوب إفريقيا (2016، نشر ذاتيًا)
- الإبادة الجماعية للبوير (2017، مراجعة بارنز)